# ゆめタウン

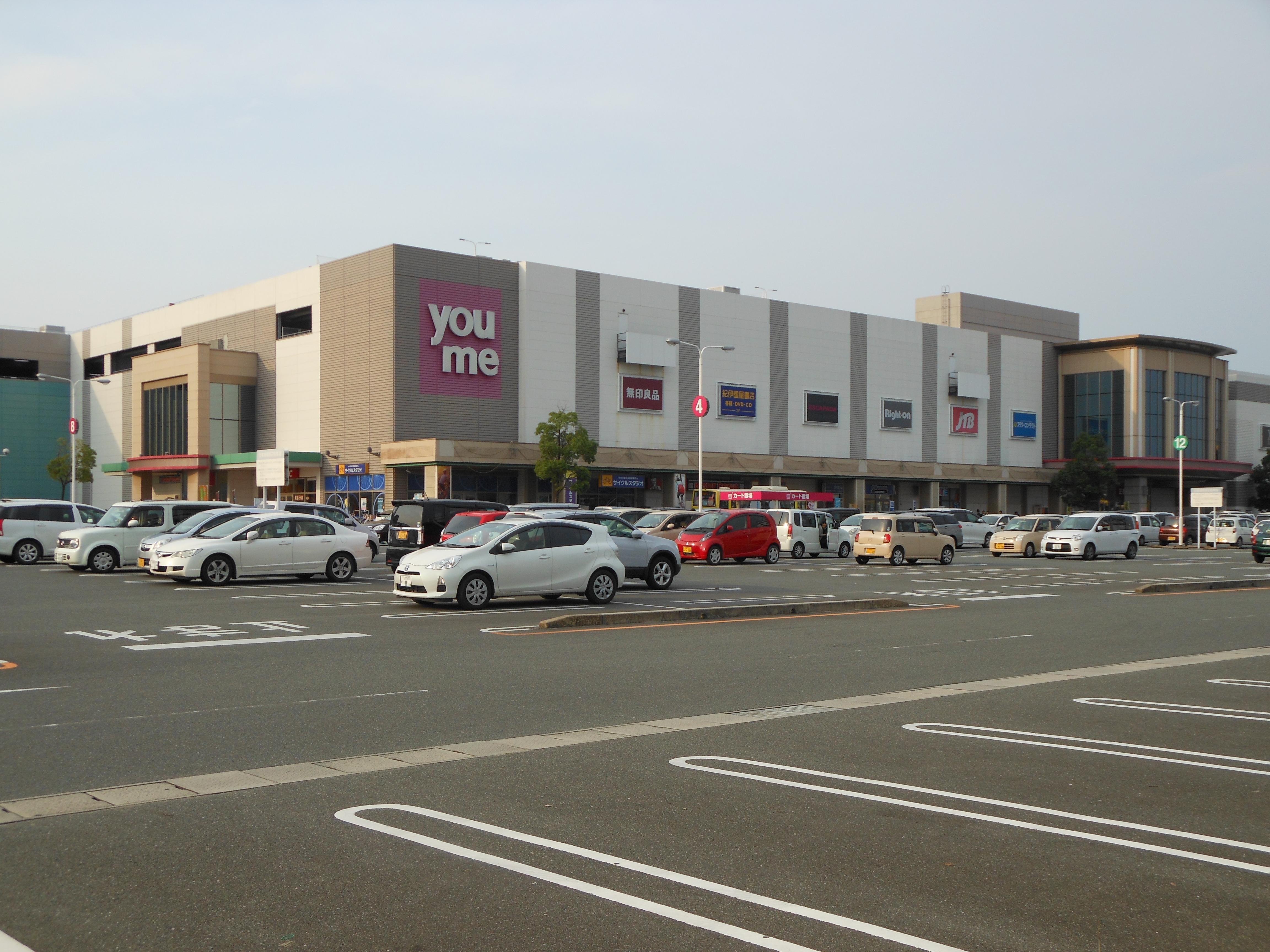
ゆめタウン佐賀（最大規模の店舗）

ゆめタウン（英: youme Town）は、広島市に本社を持つスーパーマーケットチェーンであるイズミが運営する総合スーパー（GMS）、大型ショッピングセンターの名称。

## 概要
1990年（平成2年）6月14日開店のゆめタウン高梁（岡山県高梁市）、同年10月18日開店のゆめタウン東広島（広島県東広島市）を皮切りに、中国地方を中心として九州地方、香川県・徳島県（四国地方）、兵庫県（近畿地方）へとネットワークを拡大している。イズミのスーパーマーケット「イズミ」から業態転換された店舗も存在する。2008年9月には旧ニコニコ堂の店舗を承継して運営していたゆめタウン熊本をイズミ本体へ吸収合併している。
1990年代は総合スーパー (GMS) 業態で展開していたが、2004年に開業したゆめタウン光の森（熊本県菊陽町）以降、シネマコンプレックス（シネコン）や専門店街を備えたコミュニティ型ショッピングセンター (CSC) 業態での展開も行っており、いくつかの既存店舗にもシネコンを併設している。
ゆめタウン内にはイズミのインポートファッションブランドである「X-SELL」がテナントとして入っていることが多い。かつては広島市西区にある株式会社エクセルが展開していたが、イズミに吸収合併された。
山口県下関市ではゆめタウン長府の開店（1993年）に伴って、『ゆめタウン』という地名が誕生した。
2018年には西友よりザ・モール姫路、ザ・モール周南の2店舗の譲渡を受けた。両店舗はゆめタウン姫路、ゆめタウン下松としてリニューアルオープンしている。また、2019年にはセブン&アイホールディングスとの業務提携により、ポートプラザ日化の中核店舗であるイトーヨーカドー福山店の譲渡を受けた。これによりゆめタウン福山としてオープンした。
イオングループのイオンモール（イオンリテール株式会社・イオンモール株式会社・イオン九州株式会社が展開）やイオンタウンのほか、中国・四国・九州地方では同じくイオングループの一員である愛媛県を本拠とするフジグランや、福岡県を本拠とするサンリブと競合関係にある。かつては熊本県を本拠とする寿屋とも競合関係にあった。
2015年に行われたオリコンによる「総合スーパー顧客満足度ランキング調査」では、九州・沖縄地区で1位、中国・四国地区では2位を獲得している。

## 特徴

### 売り場
イオンとイオンモール、イトーヨーカ堂とアリオ、西友とザ・モールのように、スーパーマーケットが運営するショッピングセンターは核店舗となる直営売り場とショッピングセンターの名称を分けているところが多いが、ゆめタウンは統一している。
また、イオンなどは店の端に直営売り場を、その横に専門店街を配置する構成が多いが、ゆめタウンは直営売り場を取り囲むように専門店が配置されていることが多く、境界を曖昧にしてある。
基本的に直営売り場での家電や玩具の販売は行わず、販売を行う場合は各種専門店（エディオンやベスト電器、玩具に関してはそれに加えてペリカンやおもちゃのあおきなど）を入居させて対応している。

### 音楽
ゆめタウンの店内で流れている「ハロー！ゆめタウン」や「ゆめカード5倍デー」などをYouTube公式チャンネルで聴くことができる。公式サイトでも聴くことができたが、現在はページが削除されている。
STU48のメンバー・池田裕楽が歌う「ハロー！ゆめタウン」が、2024年8月25日から同年11月4日まで、ゆめタウン・ゆめマート全店で流れた。

### ロゴ
- 初代（1990年 - ） - 赤い風船のようなマークの下に「you me town」（「you」が赤で「me town」が緑）または「ゆめタウン」（緑色）のロゴタイプが表記されていた。また、「イズミ」のロゴタイプも掲げられていた。
- 2代目（1995年 - ） - 濃いピンク地に白文字で「you me town」と表記されるようになる。初代の風船マークや「ゆめタウン」の仮名のロゴタイプは原則廃止[注 2]され、「イズミ」のロゴタイプの併用もなくなった。
  - 白地の場合は、「you」がピンクで「me town」が緑で表記された。
- 3代目（2003年 - ） - 2代目のロゴタイプから「town」が省略され、単に「you me」となった[注 3]。既存店舗でも、看板の更新の際にはこの表記に変更されている[注 4]。
  - 白地の場合は、2003年時点では「you」がピンクで「me」が緑であったが、2007年以降は両方がピンクで表記されるようになっている[注 5]。なお、ゆめタウン学園店やゆめタウン宇部のように「you me town」表記のまま文字の色がピンクに変更されている店舗もある。

テレビCMについては、ロゴ下部に地域が表記されるが、福岡県の放送の場合、県外の視聴者も多いため「下関・福岡・佐賀・大分」と表記されていたが、長崎県にある「夢彩都」が「ゆめタウン夢彩都」に改名した2013年9月以降は「福岡・佐賀・大分・長崎」と表記されている（長崎県では「ゆめタウン」を「夢彩都」に置き換えた専用バージョンのTVCMが存在していたが、改名した2013年9月以降は「ゆめタウン」のバージョンに統一されている）。

### 電子マネー
2005年（平成17年）8月頃より、東広島店・博多店・高松店の3店舗でおサイフケータイを用いた会員サービス「ゆめピッと」を導入（2011年（平成23年）5月末にサービス終了）。これに合わせて、3店舗に電子マネーEdyが導入され、以降、他の店舗でも順次Edyの導入が進められている（導入店舗ではEdyチャージャーが設置されている）。
2009年（平成21年）9月より、セブン&アイ・ホールディングスが展開する電子マネー「nanaco」が、広島店と博多店に導入された。久留米店では、同年9月30日より西日本鉄道（西鉄）のICカード「nimoca」が導入された。
2010年（平成22年）7月27日より、株式会社ゆめカードを通じて、磁気ストライプ方式の独自電子マネー「ゆめか」のサービス提供を開始した。これは従来から提供されているゆめカード（現金ポイントカード）に付加するタイプの電子マネーで、広島県・香川県の6店舗を皮切りに、2013年（平成25年）までに全店に導入された。なお「ゆめか」は現金ポイントカードとしても利用できる（現金払いでも値引積立額を貯めることができる）。
更に2018年（平成30年）以降は、iDやQUICPayの導入も進められている。
2018年10月25日、同年4月のイズミとセブン&アイ・ホールディングスの業務提携を受ける形で、ゆめタウン出店エリアでの「ゆめか」と「nanaco」の相互利用の本格展開を開始。専門店、セルフレジ等の一部売り場を除いたゆめタウン・ゆめマート全店舗でnanacoの利用を開始した。

### POSシステム
ゆめタウンでは1990年の展開開始時からPOSシステムの導入を行っている。2002年までは全店日本IBM製を導入していたが、その後全て東芝テック製に切り替えている（イズミ店舗でもPOSシステムを導入している）。機種はM-6800かM-7000が導入されている。

## 店舗展開
2018年12月現在、中国地方を中心に計67店舗を展開する。
- 近畿地方（兵庫県） - 2店舗
- 中国地方 - 39店舗（岡山7店舗、広島16店舗、島根5店舗、山口11店舗）
- 四国地方 - 4店舗（香川3店舗、徳島1店舗）
- 九州地方 - 22店舗（福岡10店舗、佐賀2店舗、長崎1店舗、熊本7店舗、大分2店舗）

ゆめシティ（山口県下関市）は「ゆめタウン」の名称を用いておらず、独自の配色・デザインのロゴを使用しているが、実質的にゆめタウン形式での営業であるため、上記の店舗数に含めている。また、熊本県内のうち3店舗（ゆめタウンあらお・ゆめタウンサンピアン・ゆめタウンはません）とイズミ鳥栖店は旧ニコニコ堂の大型店舗を承継したもので、受け皿企業として設立したゆめタウン熊本により運営されていた（2008年（平成20年）にイズミと合併）。また、ゆめタウン倉敷はかつて倉敷サブリーナタウンとして営業していた（1979年（昭和54年）12月12日開店）。ゆめタウン夢彩都（長崎県長崎市）は2013年（平成25年）9月1日までは「ゆめタウン」の名称を用いておらず「夢彩都」だった。
九州地方初出店は1995年（平成7年）3月23日に開店したゆめタウン遠賀（福岡県遠賀町）、近畿地方初出店は1996年（平成8年）10月30日に開店したゆめタウン氷上（兵庫県丹波市、現・ゆめタウン丹波）、四国地方初出店は1998年（平成10年）10月3日に開店したゆめタウン高松（香川県高松市）である。
ゆめタウンの中で最大の商業施設面積を有するのは、2016年（平成28年）11月に増床したゆめタウン佐賀（佐賀県佐賀市、58,000m2）。地元である広島県内における最大店舗は、2015年（平成27年）6月11日に開店したゆめタウン廿日市（広島県廿日市市、46,000m2）。

### 売上上位店舗
表中、前年度よりも順位を下げた場合  、前年度よりも順位を上げた場合  、順位が変化しなかった場合  、該当年度に初ランクインした場合は緑色の網掛けで示している。
| 店舗名           | 所在地 | 2008年度 | 2008年度 | 2007年度 | 2007年度 | 2006年度 | 2006年度 | 2005年度 | 2005年度 | 2004年度 | 2004年度 |
| ---------------- | ------ | -------- | -------- | -------- | -------- | -------- | -------- | -------- | -------- | -------- | -------- |
| 店舗名           | 所在地 | 順位     | 売上高   | 順位     | 売上高   | 順位     | 売上高   | 順位     | 売上高   | 順位     | 売上高   |
| ゆめタウン高松   | 香川県 | 1        | 231      | 1        | 233      | 1        | 237      | 1        | 223      | 1        | 209      |
| ゆめタウン広島   | 広島県 | 2        | 215      |          |          |          |          |          |          |          |          |
| ゆめタウン久留米 | 福岡県 | 3        | 213      | 2        | 209      | 2        | 212      | 2        | 197      | 5        | 102      |
| ゆめタウン佐賀   | 佐賀県 | 4        | 200      | 3        | 180      |          |          |          |          |          |          |
| ゆめタウン光の森 | 熊本県 | 5        | 178      | 5        | 174      | 4        | 170      | 4        | 163      |          |          |
| ゆめタウン夢彩都 | 長崎県 | 6        | 175      | 4        | 175      | 3        | 181      | 3        | 172      | 2        | 164      |
| ゆめタウン博多   | 福岡県 | 7        | 166      | 6        | 150      | 7        | 121      | 6        | 124      | 4        | 132      |
| ゆめタウン呉     | 広島県 | 8        | 127      | 8        | 127      | 6        | 123      | 7        | 112      |          |          |
| ゆめタウン筑紫野 | 福岡県 | 9        | 126      | 7        | 129      | 5        | 128      | 5        | 126      | 3        | 137      |
| ゆめタウン大牟田 | 福岡県 | 10       | 117      | 9        | 100      | 8        | 100      | 8        | 99       | 7        | 95       |
| ゆめタウン東広島 | 広島県 |          |          | 10       | 89       | 9        | 91       | 9        | 91       | 6        | 96       |
| ゆめタウン行橋   | 福岡県 |          |          |          |          | 10       | 85       | 10       | 86       | 8        | 87       |
| ゆめタウン山口   | 山口県 |          |          |          |          |          |          |          |          | 9        | 83       |
| ゆめタウン祇園   | 広島県 |          |          |          |          |          |          |          |          | 10       | 78       |

上位は2000年代に開店した店舗が多い。2005年度以降、地場である中国地方の店舗は2店舗のみに対して、九州地方の店舗は7店舗が10位以内にランクインしている状況が続いている。1999年度以降売上トップをゆめタウン高松が獲得し続けている（1998年度は福岡県・ゆめタウン筑紫野がトップ ）。

### 店舗ギャラリー

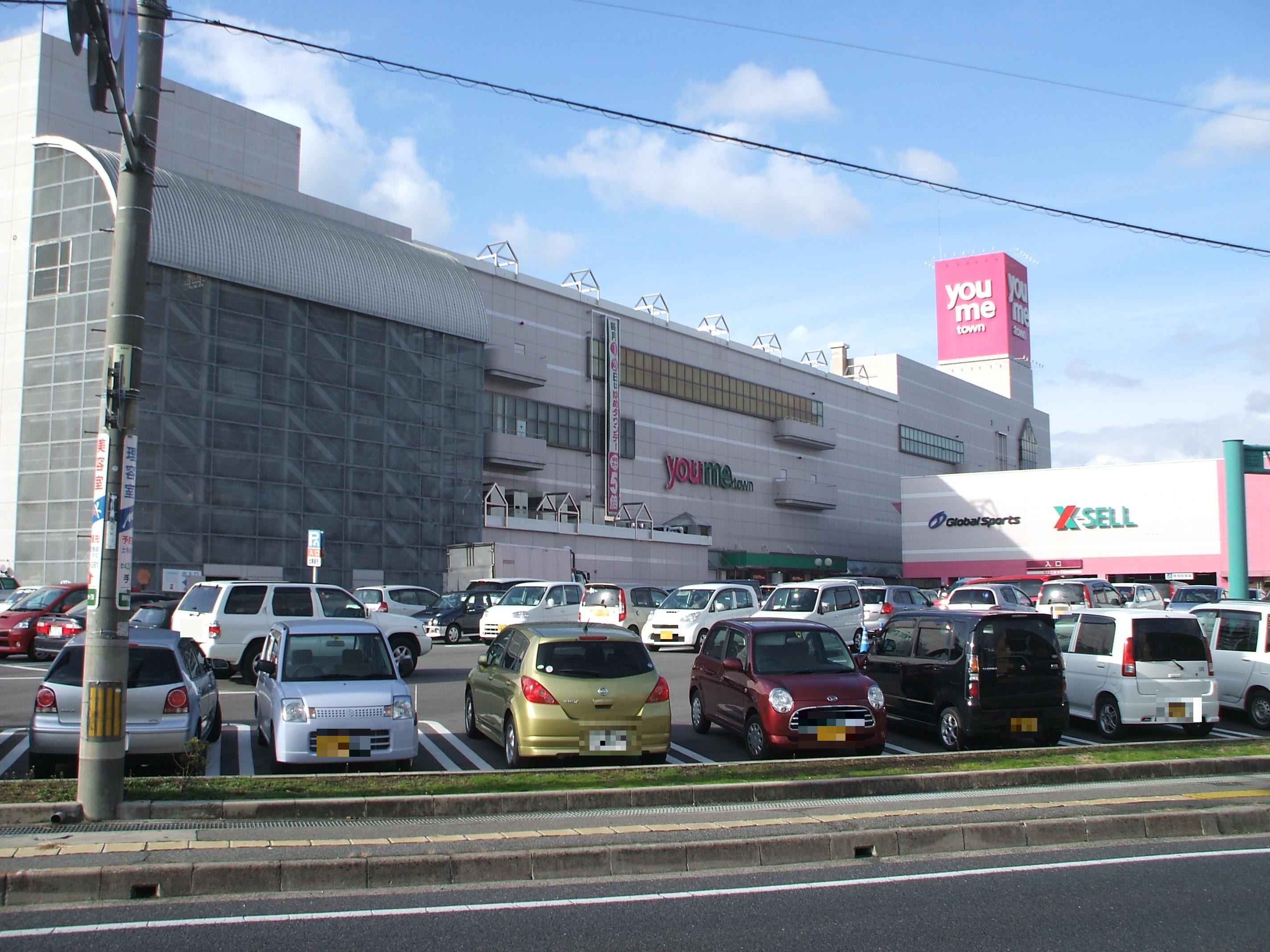
ゆめタウン東広島
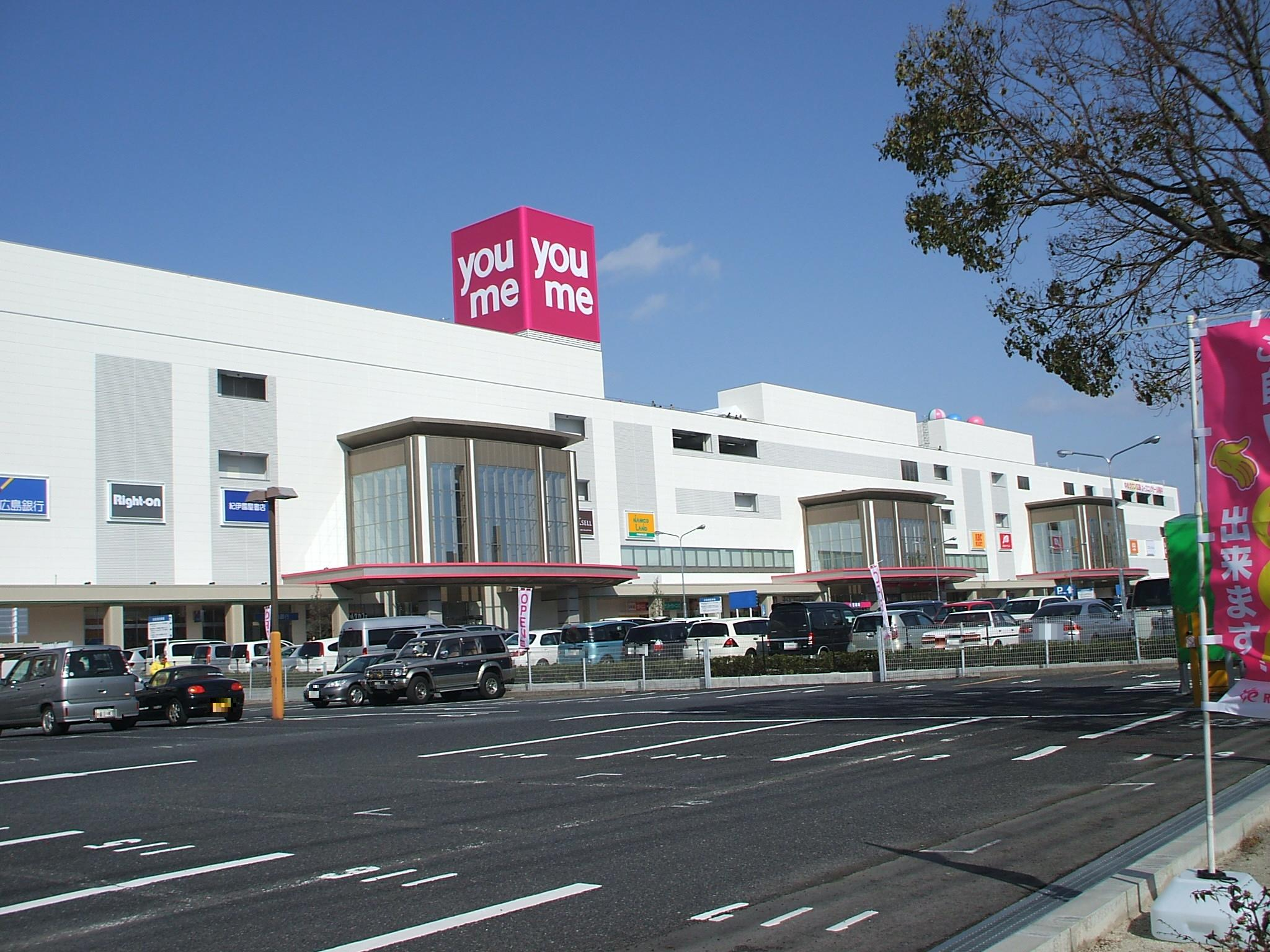
ゆめタウン広島
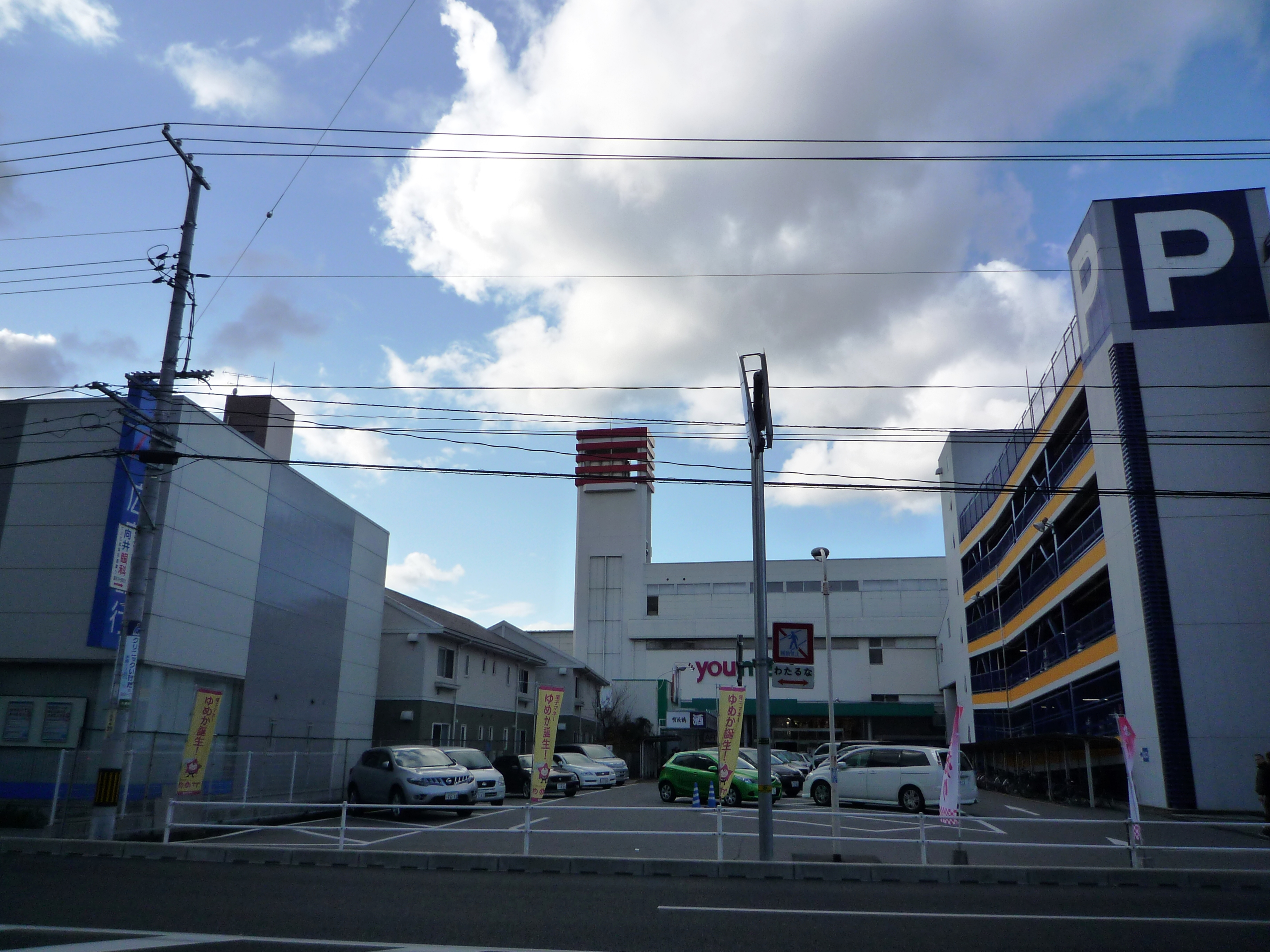
ゆめタウン祇園
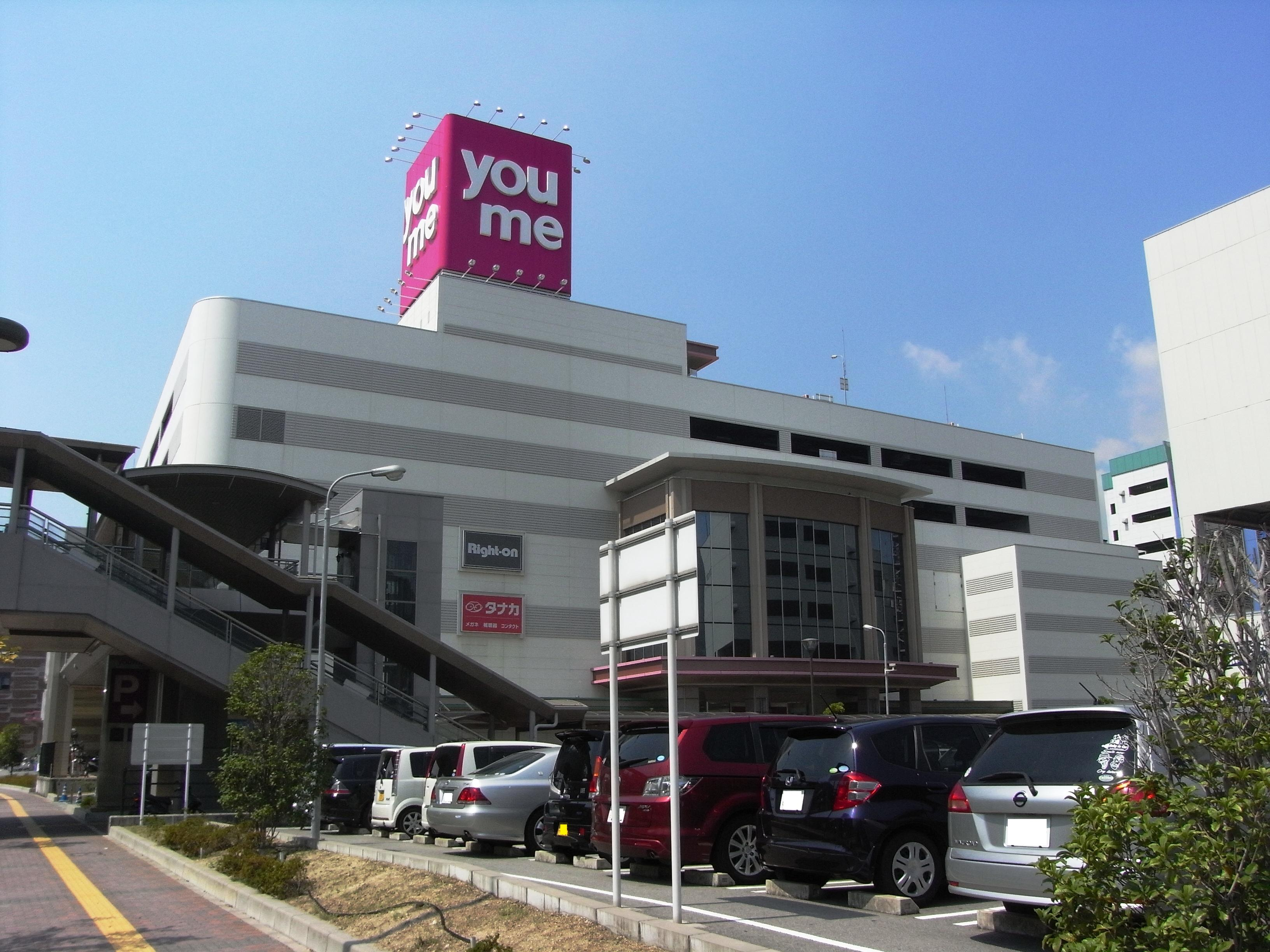
ゆめタウン呉
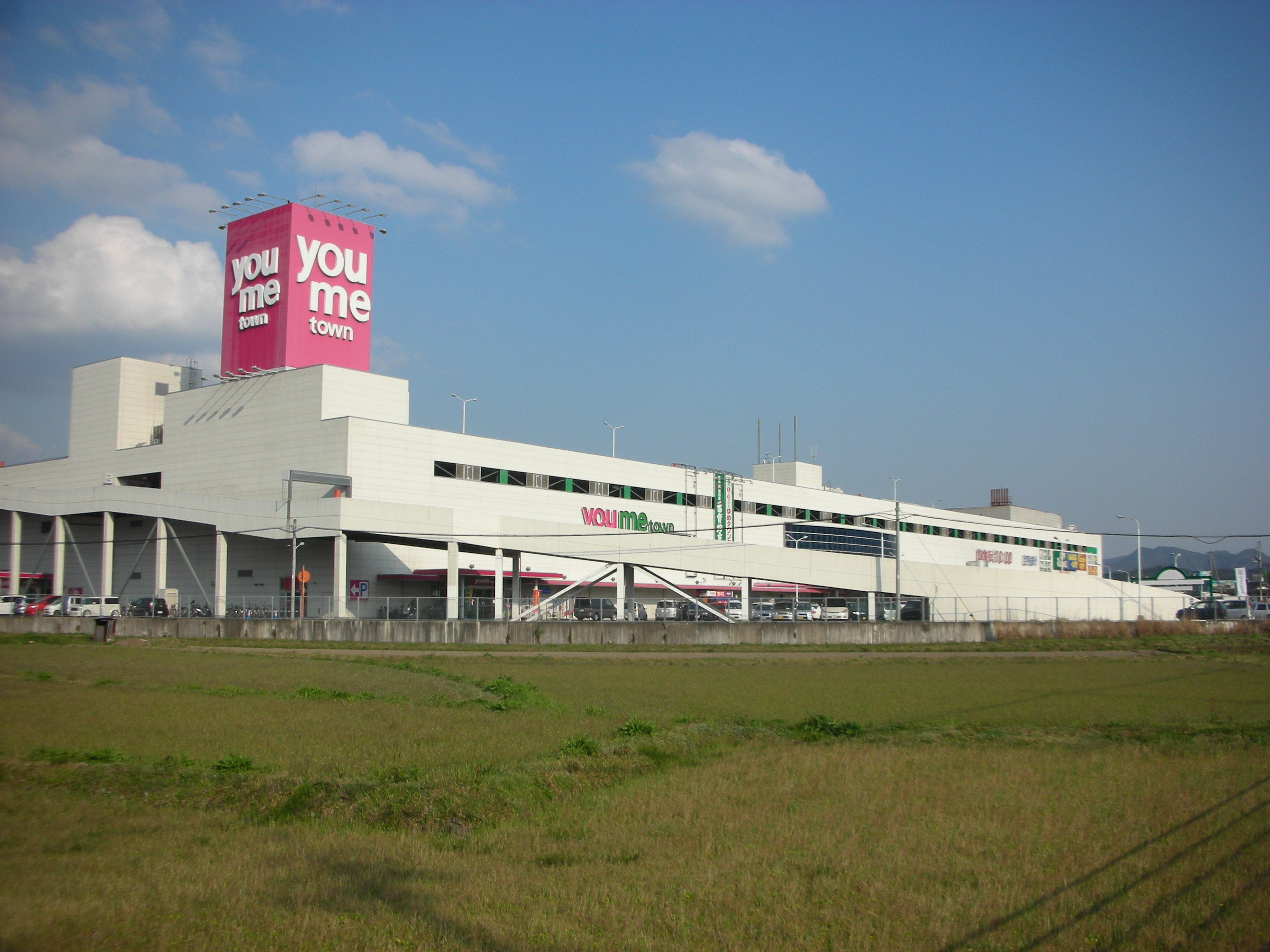
ゆめタウン山口
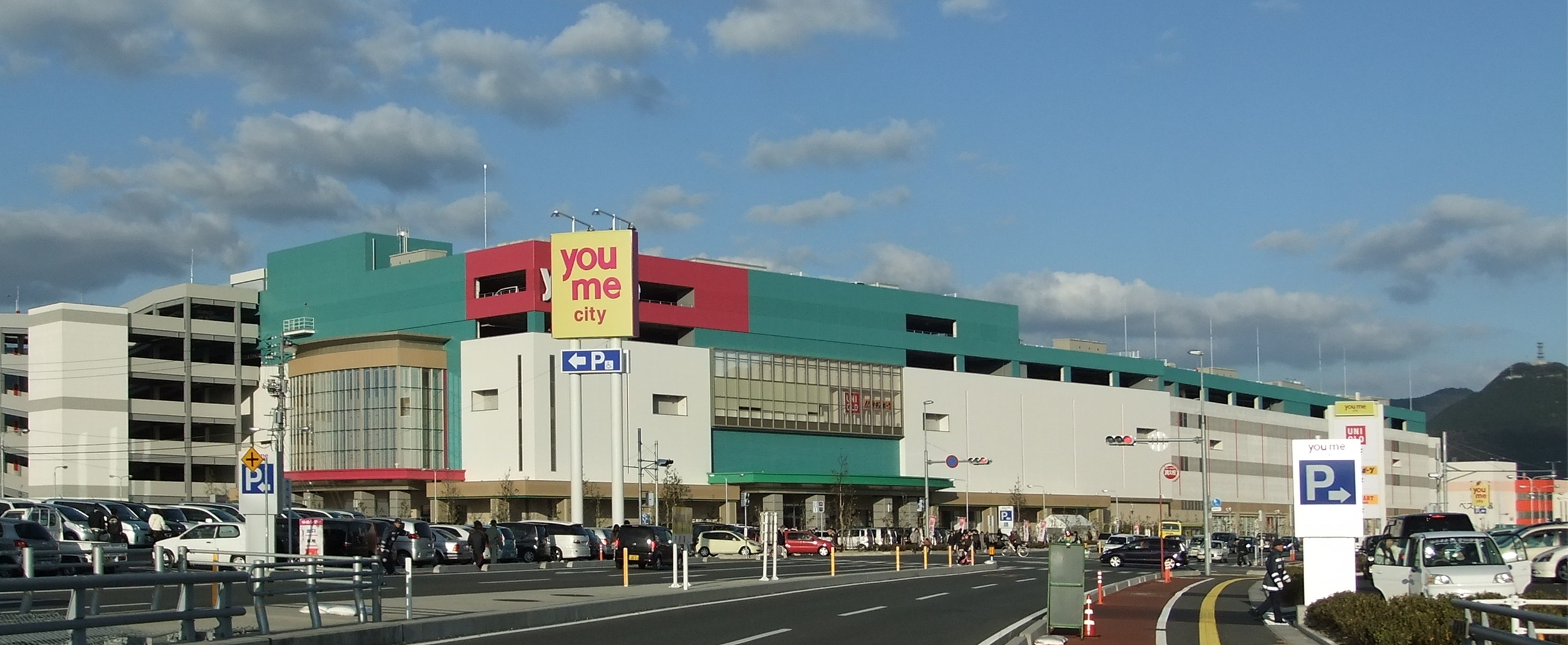
ゆめシティ（下関市）
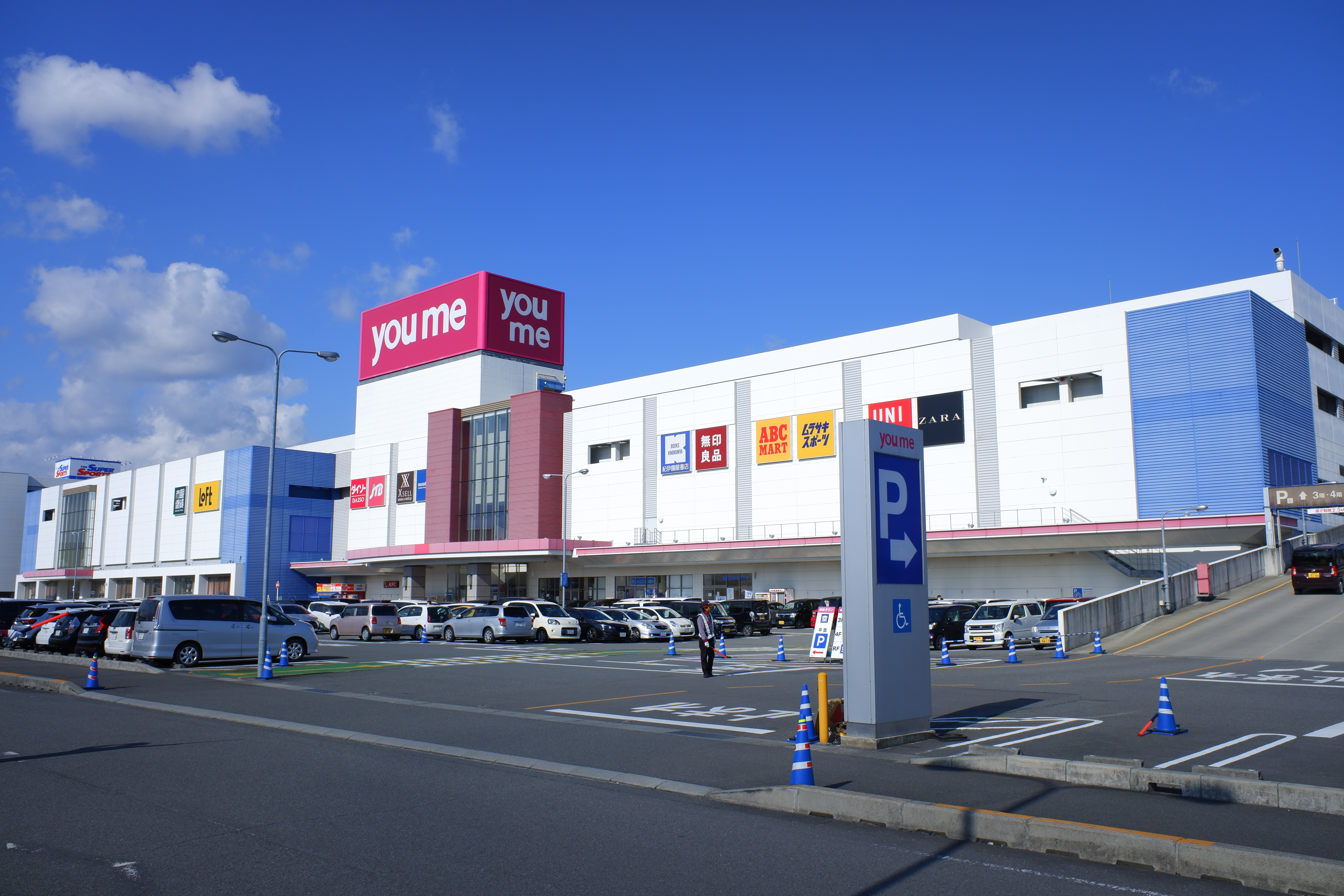
ゆめタウン徳島
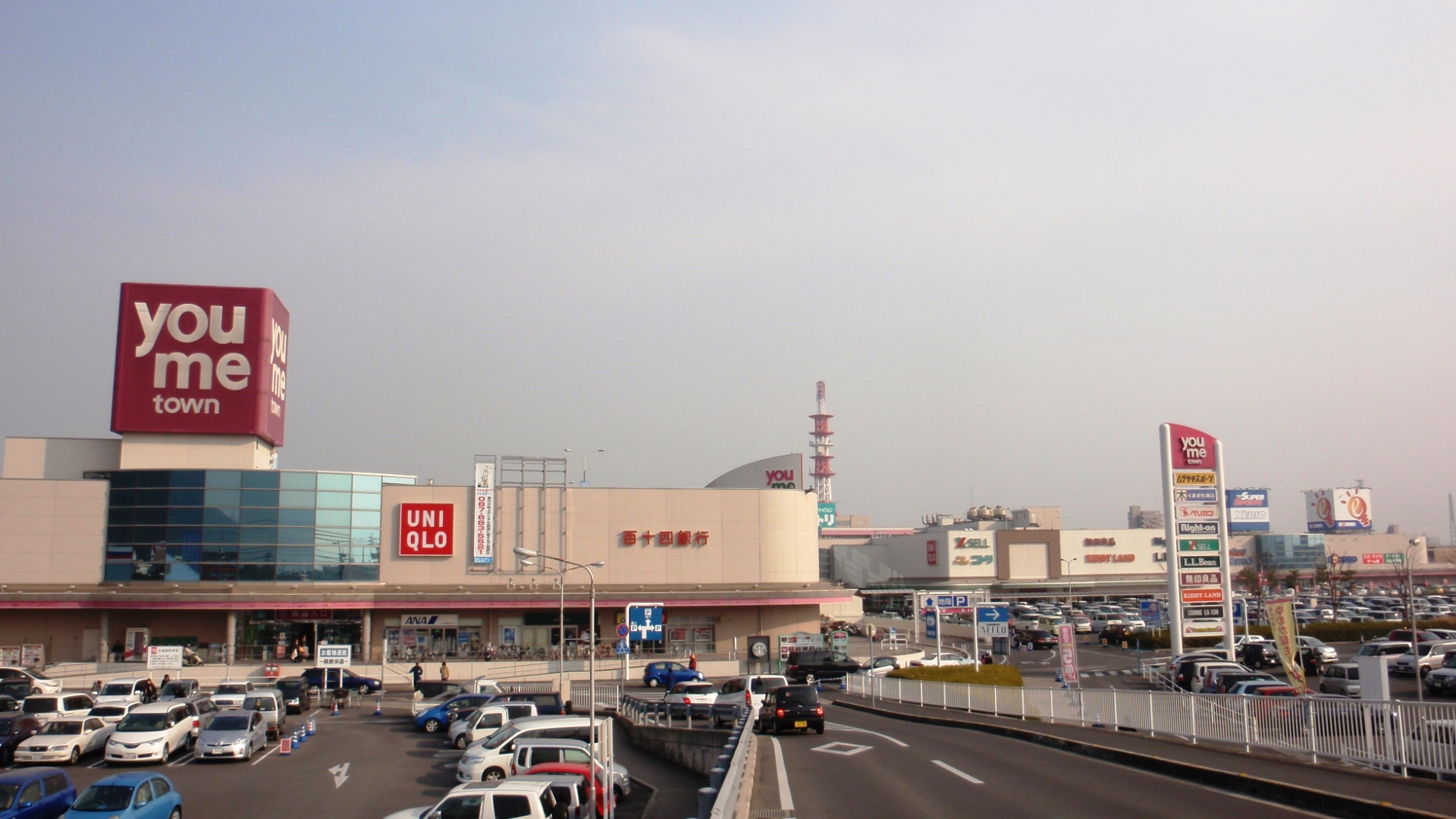
ゆめタウン高松
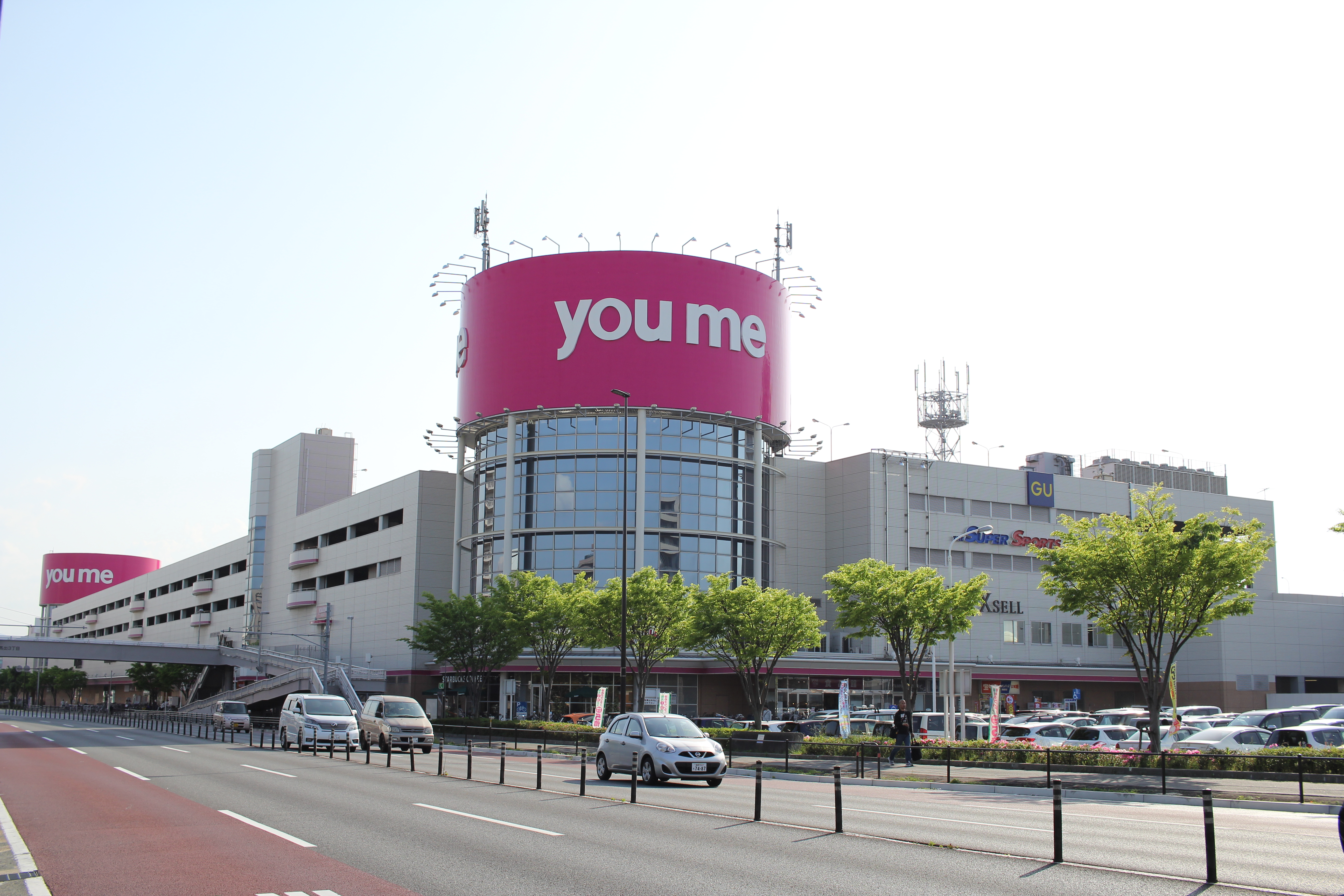
ゆめタウン博多
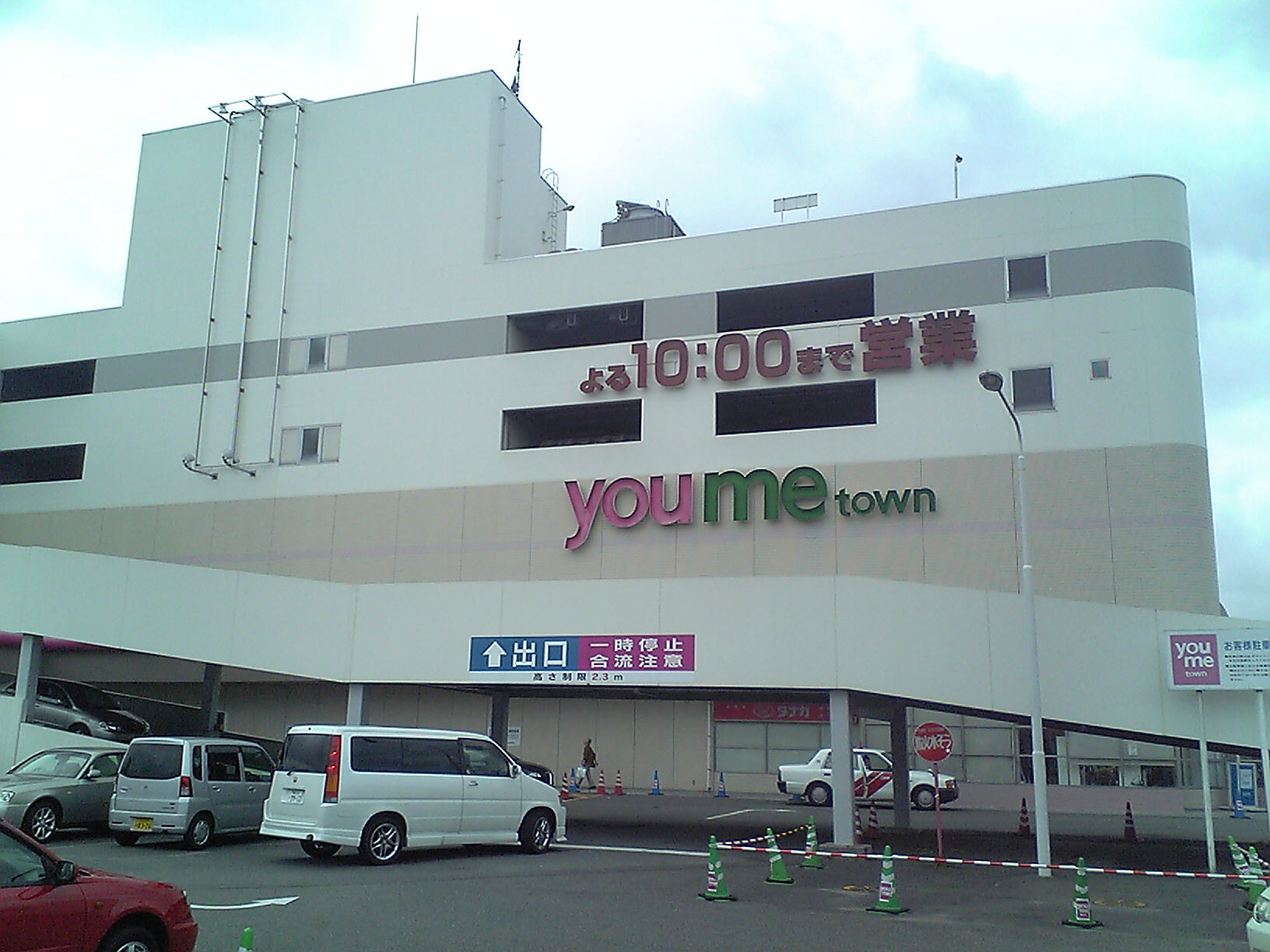
ゆめタウン筑紫野
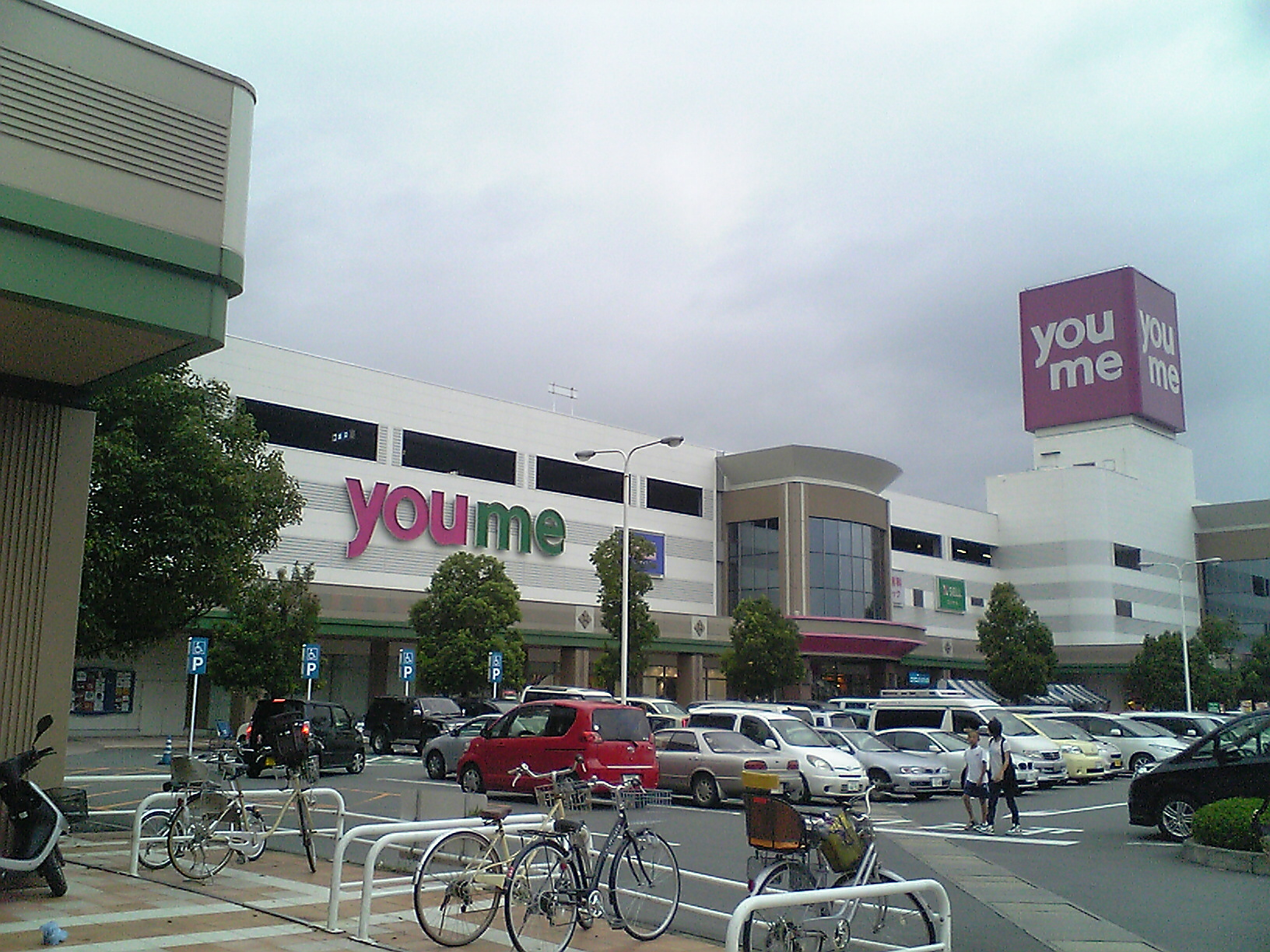
ゆめタウン久留米
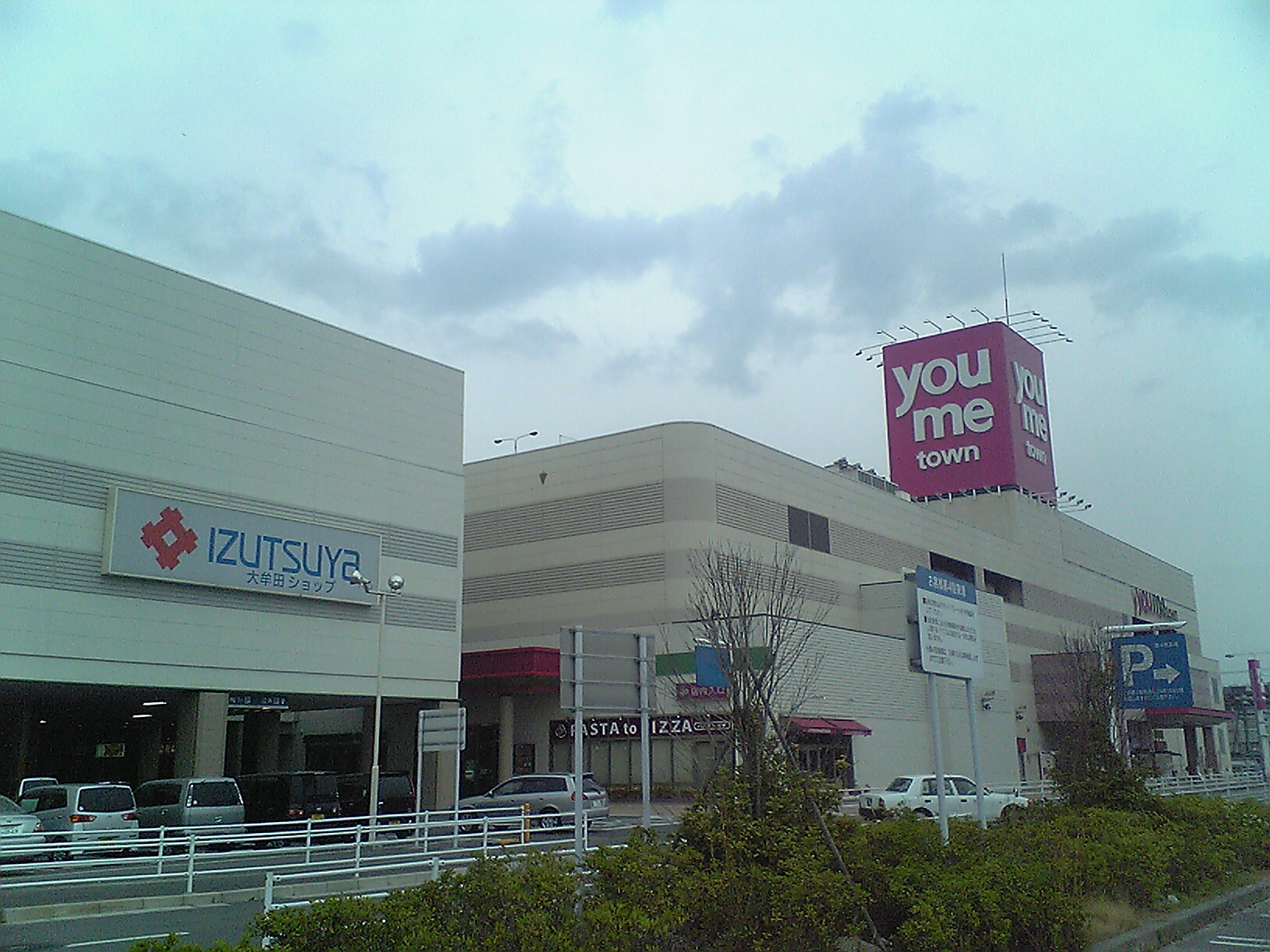
ゆめタウン大牟田
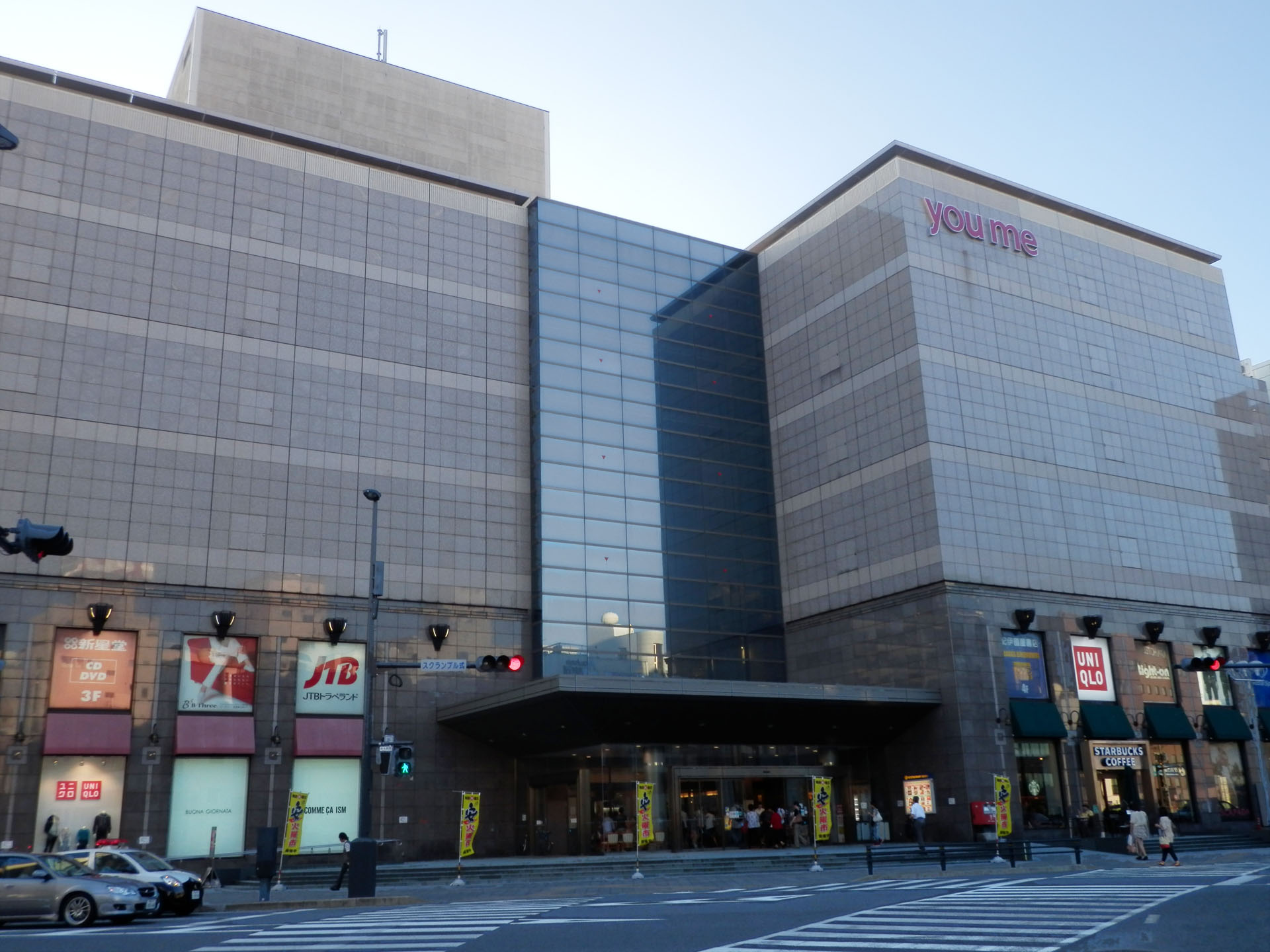
ゆめタウン夢彩都
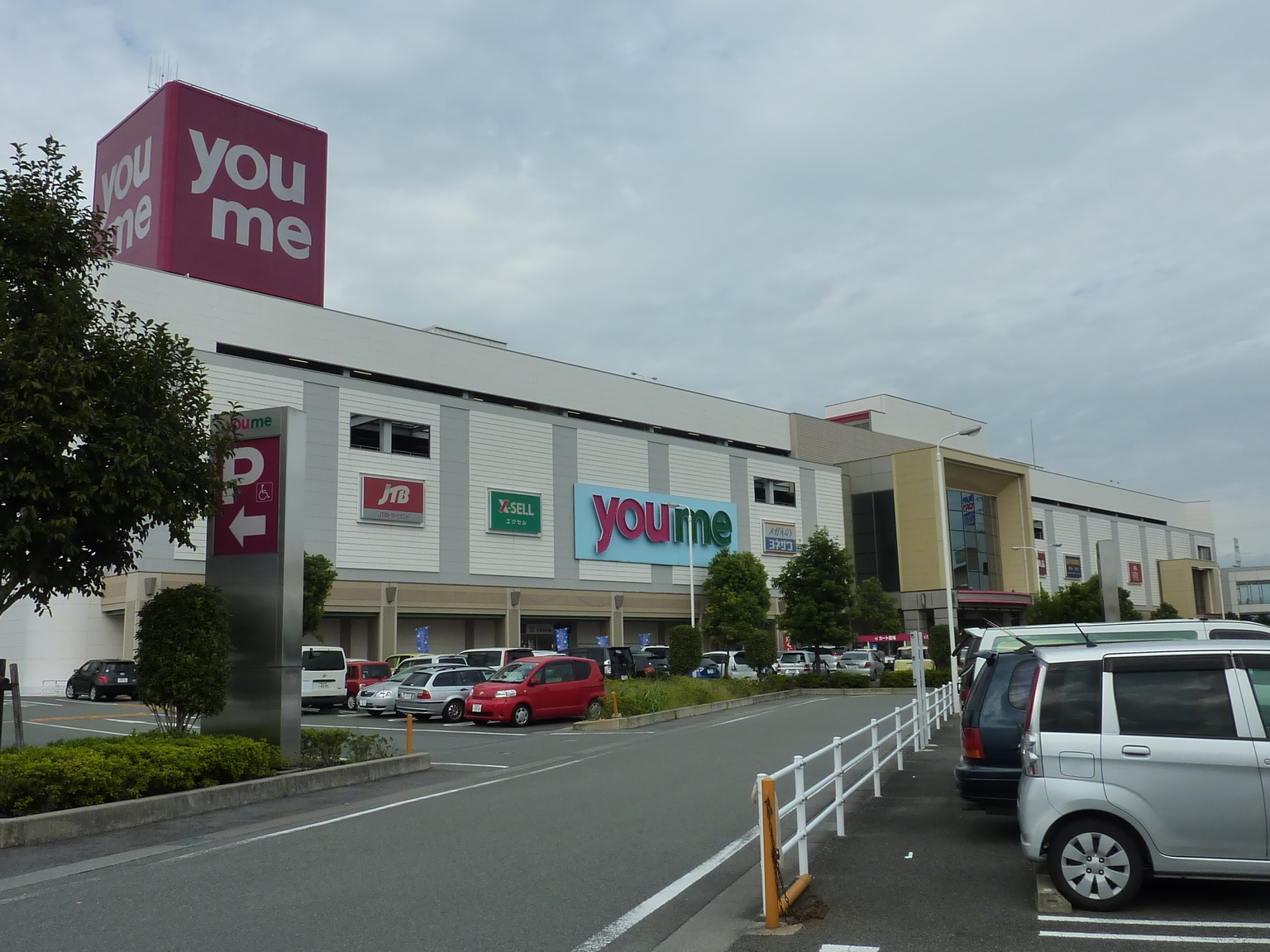
ゆめタウン光の森
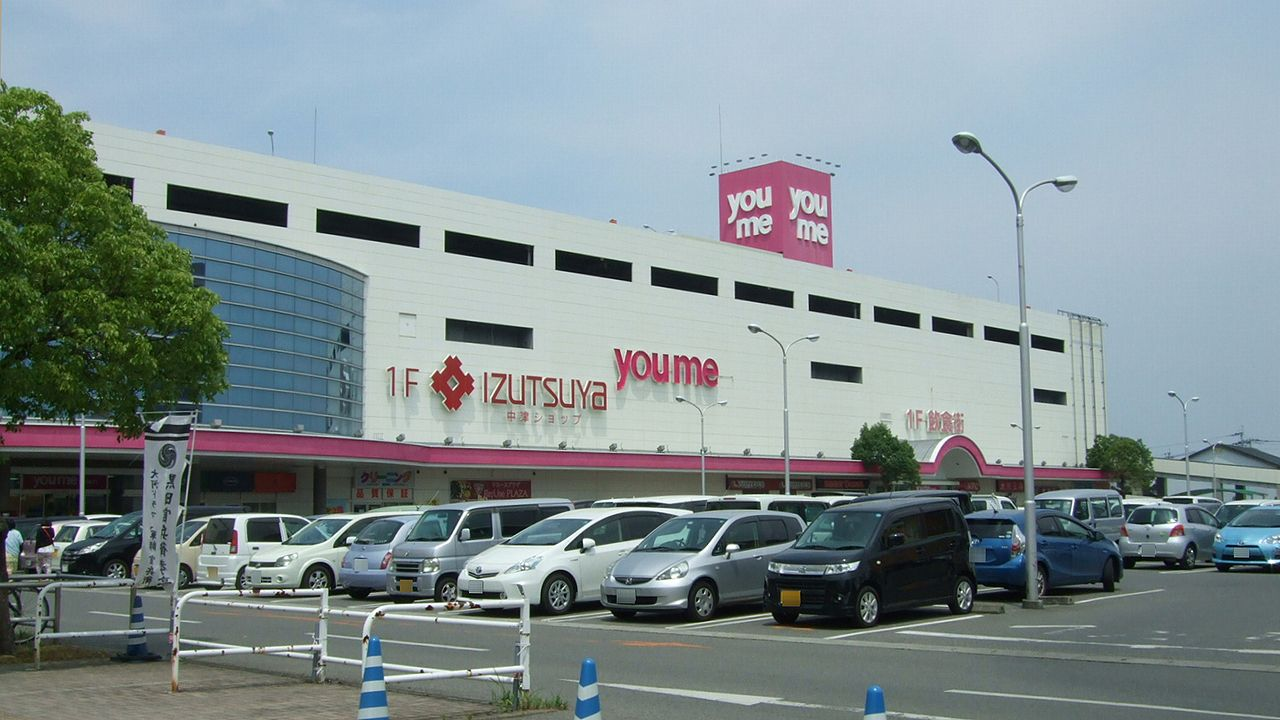
ゆめタウン中津
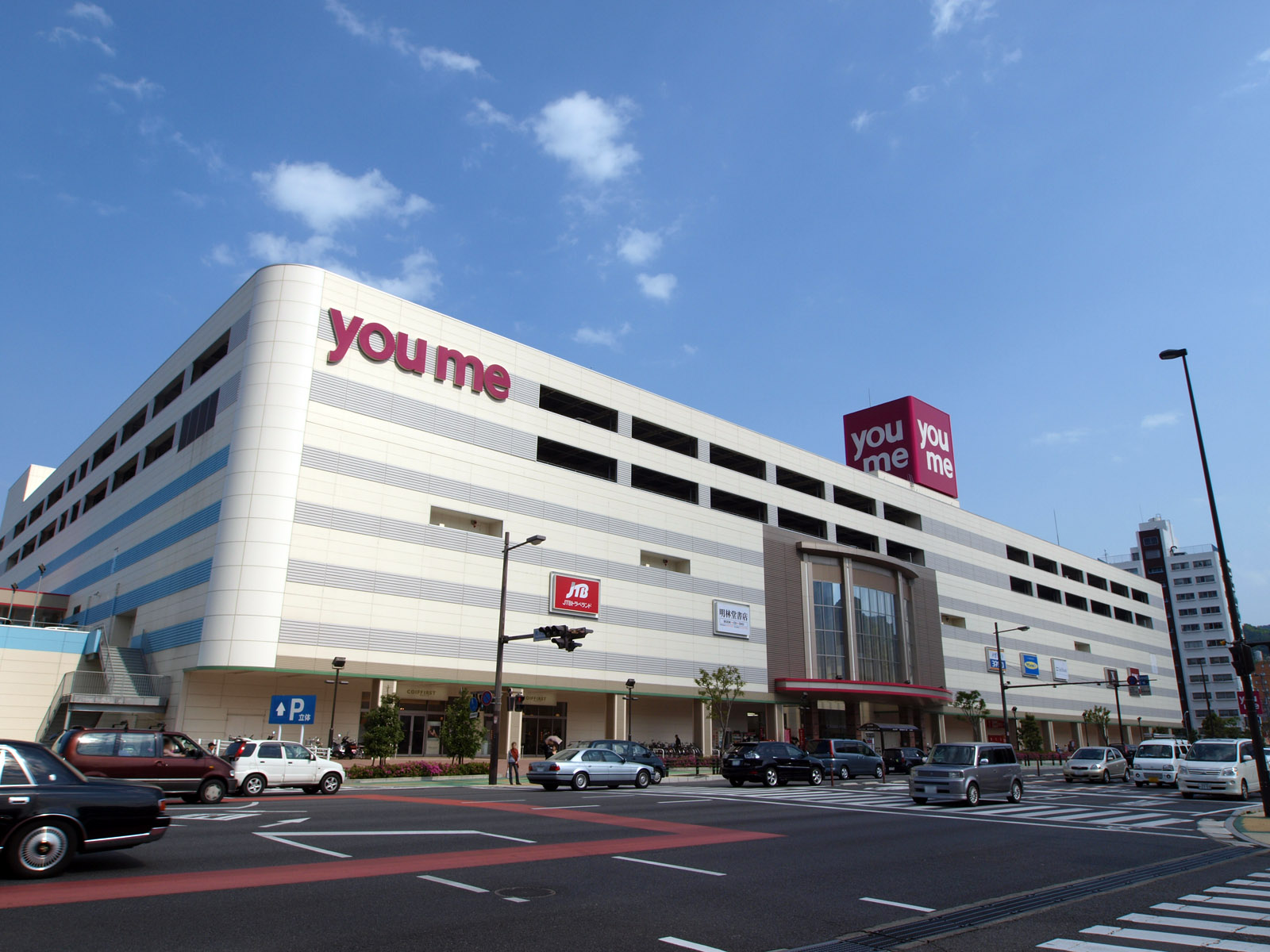
ゆめタウン別府
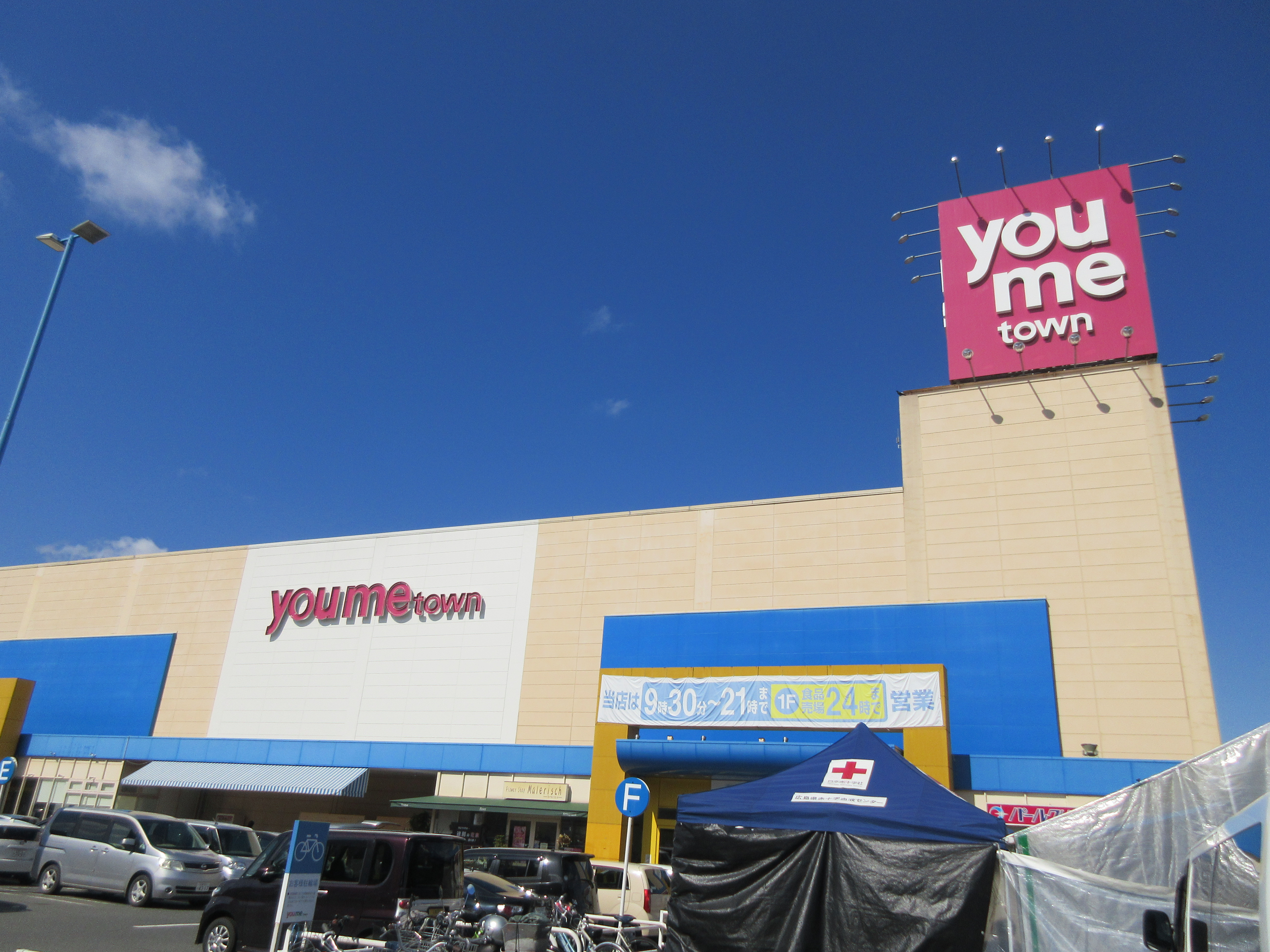
ゆめタウン学園店
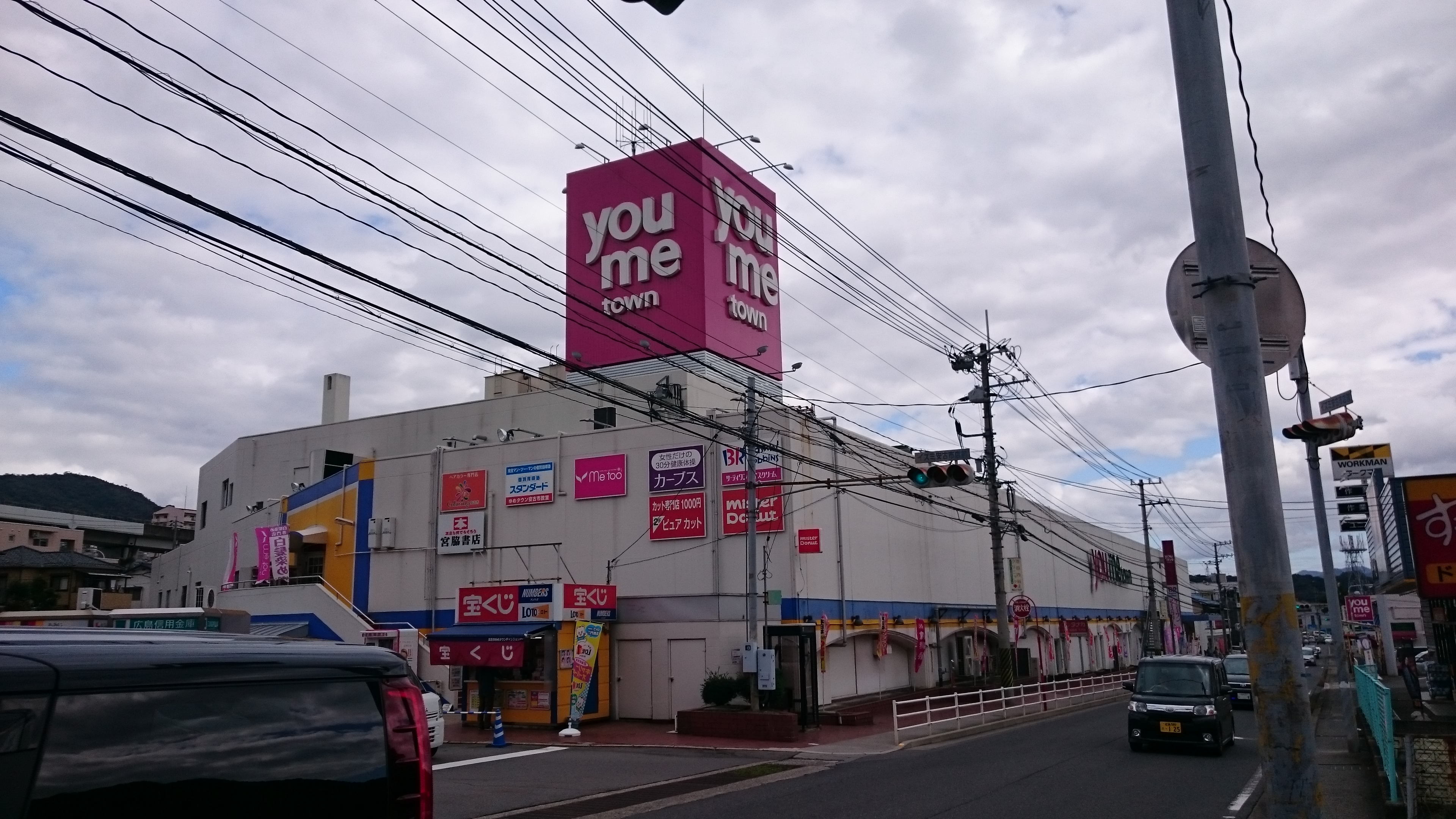
ゆめタウン安古市

### 過去の店舗
ゆめタウン大村（長崎県大村市）（旧ニコニコドー大村店）
ニコニコ堂から引き継いで2003年開業したが1年という短期間で閉鎖。現在は地元スーパーのエレナ大村中央店となっている。20年間大村市内には、イズミ運営の店舗は存在しなかったが、2024年4月25日にゆめマート新大村として再進出した。
ゆめタウン鳥栖（佐賀県鳥栖市）（旧ニコニコドー鳥栖シティモール）
跡地は2010年4月23日より2013年6月2日まで、うきは市に開業するディスカウント業態の試験店舗として同社運営のスーパーセンターイズミ鳥栖店になっていた。
ゆめタウン小野田（山口県山陽小野田市）
おのだサンパーク内。2019年5月12日閉店。後継店はサンリブおのだ。
ゆめタウン宗像（福岡県宗像市）
2020年8月23日閉店。ただし、食品売場はゆめマート宗像→ゆめマート赤間に改称の上で継続。跡地にはスーパービバホーム赤間店を核店舗とする「ビバモール赤間店」が開業。
ゆめタウン松永（広島県福山市）
2021年3月21日閉店。本州では小野田に続いて2例目。ゆめタウンとしての完全閉店は初のケース（引継店舗、居抜き出店店舗を除く）。
ゆめタウン竹原（広島県竹原市）
2022年11月27日、耐震性不足で契約満了に合わせて閉店。1979年3月に「いづみ竹原店」として開店。1980年6月の商号変更による「イズミ竹原店」を経て2013年12月に「ゆめタウン竹原」に改称。　　

### 出店を断念した店舗
ゆめタウン鹿児島
鹿児島市東開町の木材団地・木材加工団地に開業するイオン鹿児島ショッピングセンター（現・イオンモール鹿児島）の隣接地に開業を計画していたが、2007年に断念している。イズミ側が2004年から2005年にかけて取得していた旧・鹿児島合板工業跡地など約2万1,450平方メートルの土地には、2009年にホームセンターきたやま東開店（本店・鹿児島県鹿屋市）が進出している。これとは別に鹿屋市でイズミ誘致の動きがあったものの実現はせず、宮崎・鹿児島両県内には2019年現在も店舗が存在していない。
イオンモール鹿児島については敷地の大部分（約4万8,000平方メートル）を所有していた岩崎産業がイオン九州とイズミの双方と用地売却交渉を行ったことから、所有権を巡って岩崎産業とイオン九州間で訴訟沙汰となった経緯がある（2005年4月の第1回弁論で岩崎産業側は「イオン九州と契約は成立しておらず、別の1社にも契約書案などを提示しており、同社への売却を決めた旨をイオン九州側へ通知済みである」と主張していた）。その後、2005年7月12日に岩崎産業・イオン九州間で和解が成立し、同年7月13日付でイオン九州への所有権移転の登記がなされた。
ゆめタウン水島
倉敷市連島町連島に出店を予定していたが、1999年5月に計画を断念。
ゆめタウン岡山
岡山市下中野に出店を予定していたが、1999年7月に出店を断念。
ゆめタウン米子
米子市上福原に出店を予定していたが、2005年に断念している。鳥取県内には2021年現在も店舗が存在していない。
ゆめタウン鳥取
鳥取市古海に出店を予定していたが、大規模小売店舗審議会中国審議会により、申請店舗面積約3万2千5百平方メートルが、削減率45%の1万3千8平方メートルとされた事により、1998年3月23日に出店断念を発表。

## 広告

### イメージキャラクター

#### オリジナルキャラクター
ユーくん＆メーちゃん - イズミ創業50周年の際、公募の中から誕生した。双子のひつじ兄妹。

#### CMキャラクター

##### 現在
※過去にはゆめタウンの全てのCMに出演するケースがあったが、現在は特定のキャンペーン限定での出演となっている。
- 池田裕楽（STU48） - 毎月15日に実施される「15市」のCMに、2025年4月から1年間限定で出演。尚、先述通り池田は過去に「ハロー！ゆめタウン」の歌唱を約3ヶ月間担当した経歴を持つ。
- 小島よしお - 2025年のGW関連の広告に出演[31]。

##### 過去
- 林家正蔵 (9代目) - 林家こぶ平時代の1990年代にCMに出演。ゆめタウンのオープンセール開催中には、こぶ平の似顔絵が入ったオリジナルグッズを買い物客にプレゼントしていた。
- 関根勤・関根麻里親子 - 娘の麻里は2011年のイズミ創業50周年祭から起用[32]。創業祭のCMの他「ゆめタウン徳島」のCMやゆめタウンデー（毎月1日、20日）CM、店内POPにも出演。因みに父の勤はかつてイトーヨーカドーのCMキャラクターを務めていた。
- 黛英里佳 - 2013年3月よりCMに出演[33]。
- 橋本環奈 - 2016年4月28日より開催されるゆめフェスのPRから起用。
- 鈴木福 - 2021年「ゆめアプリ」提供開始より起用。「お買い物に福あり」をキャッチフレーズに、店内放送やパンフレットなどにも出演[34]。

### 提供番組

#### 地上波番組
ゆめひろ!見のがせナイト
広島ホームテレビ（HOME）にて2009年6月10日から2012年2月23日まで放送されていたゆめタウン広島のミニ番組。
ゆめさがプラス
サガテレビ（STS）にて毎週木曜日かちかちLIVE内で放送されている、ゆめタウン佐賀の宣伝生帯番組。番組の最後に発表されるキーワードをサガテレビアプリで応募すると抽選で毎週5人に商品券が当たるプレゼント企画がある。以前はゆめさがNOW!として平日に1日2回放送されていた。
2015年4月より、ゆめタウン公式YouTubeにも動画が投稿されている。
ゆめコレホットニュース
熊本朝日放送（KAB）にて放送されていた、ゆめタウンはませんおよびゆめタウン光の森の宣伝ミニ番組（2011年4月6日から2012年2月29日まで）。
ゆめとくテレビ
四国放送テレビ（JRT）にて放送されていた、ゆめタウン徳島の宣伝ミニ番組（2011年11月24日から2013年2月28日まで）。 2014年5月よりゆめタウン公式YouTubeにて「週刊ゆめとくナビ」が投稿されている。
ゆめタン!
中国放送、西日本放送、山口放送、山陰放送、福岡放送、サガテレビ、テレビ熊本、大分朝日放送、長崎放送で放送（2012年3月1日から2013年2月28日まで）。

#### YouTube
毎週木曜日に投稿されている。
週刊ゆめひろナビ
ゆめタウン広島の宣伝動画。2014年5月より投稿。
週刊ゆめたかナビ
ゆめタウン高松の宣伝動画。2014年7月17日より投稿。
ゆめタウン光の森 ドリームNavi
ゆめタウン光の森の宣伝動画。2015年5月14日より投稿。
週刊ゆめくるPRESS
ゆめタウン久留米の宣伝動画。2017年5月18日より投稿。以前は「週刊ゆめくるナビ」として毎週水曜日に投稿されていた。